# Sibiruang
Sibiruang is een bestuurslaag in het regentschap Kampar van de provincie Riau, Indonesië. Sibiruang telt 3537 inwoners (volkstelling 2010).